# Xylophanes serenus
Xylophanes serenus är en fjärilsart som beskrevs av Rothschild och Jordan 1910. Xylophanes serenus ingår i släktet Xylophanes och familjen svärmare. Inga underarter finns listade i Catalogue of Life.